# Radio România Brașov FM
Radio România Brașov FM este un post public de radio din Brașov, România, parte a Societății Române de Radiodifuziune și a Radio România Regional.  
Radio România Brașov FM a emis pentru prima dată la 1 martie 2019.  Misiunea Radio România Brașov FM este aceea de a oferi un serviciu public de radiodifuziune pentru regiunea Brașovului, acoperind subiecte importante pentru comunitatea locală, dar și națională.

## Acoperire
Programele Radio România Brașov FM sunt difuzate pe frecvența 93,3 MHz FM.
Emisia Radio România Brașov FM poate fi ascultată și online pe www.radiobrasovfm.ro

## Emisiuni
Emisiunile și rubricile postului Radio România Brașov FM acoperă o gamă largă de domenii de interes, de la actualitate și cultură, până la sănătate, divertisment sau sport.
Ascultători de toate vârstele au la dispoziție emisiuni precum Bună Dimineața Transilvania, Pulsul Zilei, Sens Unic, Pasaj Urban, ISport, Rockada de Seară, Pop Star, Party Time by DJ Rux, Weekend Împreună, Călător pe Unde și Oriunde sau Auto Radio.

## Știri
Buletinele informative ale Radio România Brașov FM sunt difuzate din oră în oră, de luni până vineri, în intervalul 07.00 – 20.00 și în weekend, între orele 08.00 – 16.00.
Radio România Brașov FM își asumă responsabilitatea de a furniza informații corecte, verificate și echilibrate, acoperind subiecte importante pentru comunitatea locală și națională.

## Muzică
Radio România Brașov FM își propune să ofere audienței sale o gamă diversă de programe muzicale, care să acopere gusturile și preferințele tuturor ascultătorilor. 
Postul promovează atât muzica autohtonă, cât și hiturile internaționale din diferite genuri muzicale.

## Societatea Română de Radiodifuziune
Radio România Brașov FM este parte a Societății Române de Radiodifuziune(SRR), care funcționează ca serviciu public autonom de interes național, independent editorial. 
Societatea Română de Radiodifuziune are obligația să asigure, prin întreaga sa activitate, pluralismul, libera exprimare a ideilor și opiniilor, libera comunicare a informațiilor, precum și informarea corectă a opiniei publice. În același timp, conținutul programelor sale trebuie să răspundă standardelor profesionale în materie. 
Pentru realizarea obiectivelor generale de informare, educație, divertisment, care reies din Legea nr. 41 din 17 iulie 1994   privind organizarea și funcționarea Societății Române de Radiodifuziune și Societății Române de Televiziune, serviciul public este obligat să prezinte, în mod obiectiv, imparțial, realitățile vieții social-politice și economice interne și internaționale, să asigure informarea corectă a cetățenilor asupra treburilor publice, să promoveze, cu competență și exigență, valorile limbii române, ale creației autentice culturale, științifice, naționale și universale, ale minorităților naționale, precum și valorile democratice, civice, morale și sportive, să militeze pentru unitatea națională și independența țării, pentru cultivarea demnității umane, a adevărului și justiției. 

## Rețeaua Radio România Regional
Radio România Brașov FM face parte din Radio România Regional, o rețea care acoperă cu programe întreg teritoriul țării.
Ca parte integrantă a Societății Române de Radiodifuziune, posturile Regionale se regăsesc, potrivit legii, într-o structură organizatorică proprie, suplă, care asigură o coordonare unitară, operativă, specifică.
Prin programele lor, studiourile regionale sunt deschise spre actualitatea din zonele acoperite cu emisiuni, fiind personalizate prin sunet propriu, prin grile de program specifice inspirate din realitățile comunităților urbane și rurale în slujba cărora se află.
Rețeaua include studiourile teritoriale: Brașov, București, Cluj, Constanța, Craiova, Iași, Reșița, Târgu Mureș și Timișoara.